# Robert Fossier
Robert Fossier (ur. 4 września 1927, zm. 25 maja 2012) – historyk francuski specjalizujący się w historii średniowiecza (na Zachodzie). 

## Życie i działalność
Robert Fossier uczęszczał do paryskiego liceum Henryka IV (lycée Henri-IV) i École nationale des chartes, naukę kończąc w 1949 roku uzyskaniem agrégation z zakresu historii. Jego praca dyplomowa dotyczyła życia opactwa Clairvaux, od czasu jego powstania, do wieku XVI. Po studiach pracował początkowo (lata 1949-1953) jako archiwista w paryskiej bibliotece historycznej. W latach 1953–1955 był nauczycielem w lycée de Fontainebleau, a następnie (1955-1957) lycée Carnot w Paryżu.
W 1957 roku został asystentem na Sorbonie, a następnie, od 1961 roku, chargé de cours na Université Nancy 2. Zajmował się głównie historią Pikardii - na ten temat przedkładając pracę doktorską w 1968 roku. Od początku lat 70. pracował na stanowisku profesora na Université de Paris I. Od lat 70. publikował nieprzerwanie książki i artykuły na temat feudalizmu (nie używając jednak tego terminu) między XI i XII wiekiem. Wprowadził pojęcie ukomórkowienia (encellulement), które stanowi rozszerzenie koncepcji inkastelacji Pierre'a Touberta. W 1971 roku został wyróżniony srebrnym medalem CNRS. Od 1993 roku profesor emerytowany. 
W swojej ostatniej książce Ludzie średniowiecza (Ces gens du Moyen Age) przedstawił historię tego okresu, nie przywiązując przy tym szczególnej wagi do znanej powszechnie historii arystokracji - zamiast tego zwraca się ku temu, co nie zostało jeszcze odpowiednio wyartykułowane - pisze przede wszystkim o zwykłych ludziach żyjących w tamtych czasach. Sam ujmuje to jednym zdaniem: Jestem przekonany, że "ludzie średniowiecza" to my.

## Tłumaczenia na j. polski
Ludzie średniowiecza, tl. Aneta Czupa, Kraków 2009, Wydawnictwo WAM, ISBN 978-83-7505-301-2 (Ces gens du Moyen Age 2007)